# Военный переворот в Пакистане (1958)

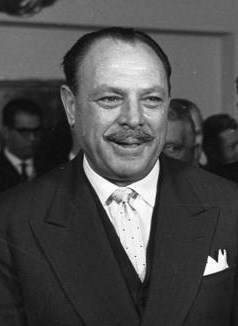
Мухаммед Айюб Хан

Государственный переворот в Пакистане произошёл 7 октября 1958 года. Переворот был организован генералом сухопутных войск Мухаммедом Айюб Ханом. 7 октября 1958 года президент Пакистана Искандер Мирза издал прокламацию об отмене конституции 1956 года. В соответствии с провозглашением, парламент был распущен и было введено первое в истории страны военное положение. В это же время Искандер Мирза назначил Айюб Хана Верховным главнокомандующим вооружёнными силами. Но Айюб Хан отказался быть марионеткой в руках президента. 27 октября 1958 года Мухаммед Айюб Хан вынудил Искандера Мирзу покинуть страну и объявил себя президентом.

## Предпосылки
В 1956 году Учредительное собрание Пакистана одобрило конституцию, которая определила статус Пакистана. Из независимого доминиона Британской империи страна была преобразована в Исламскую Республику Пакистан. Генерал-майор Искандер Мирза, последний генерал-губернатор Пакистана, стал первым президентом государства. Тем не менее, за принятием новой Конституции последовала политическая нестабильность в стране. Решение поделить Пакистан на две провинции (Западный и Восточный Пакистан) — было политическим спорным и страной стало сложно управлять. Мирза сменил несколько премьер-министров подряд в течение одного года, что укрепило общественное мнение в том, что пакистанские политики слишком слабы и коррумпированы для того чтобы эффективно управлять страной. Недовольство назревало и в армейских кругах.

## Военное положение
7 октября 1958 года Искандер Мирза объявил военное положение в Пакистане. Он отменил конституцию 1956 года, назвав её «неработоспособной» и полной «опасных компромиссов». Он уволил премьер-министра Фероза Хана, распустил Национальную ассамблею и провинциальные законодательные ассамблеи. Мирза также объявил вне закона все политические партии. Он назначил генерала Айюб Хана, командующего пакистанской армией, новым премьер-министром государства.

## Свержение Мирзы

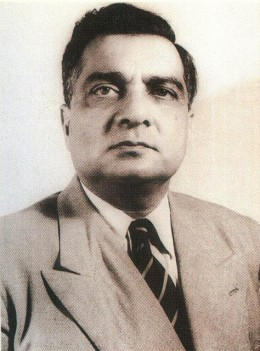
Искандер Мирза

27 октября 1958 года Искандер Мирза подал в отставку с поста президента, передав должность генералу Айюб Хану. Мухаммед Айюб Хан и генералы лояльные ему — вынудили Мирзу уйти в отставку. Искандер затем отправился в Кветту, столицу провинции Белуджистан, а 27 ноября был изгнан в Лондон, Великобритания, где он проживал до своей смерти в 1969 году.

## Консолидация
Айюб Хан объявил себя единоличным правителем Пакистана, став одновременно президентом и премьер-министром. В отличие от будущих пакистанских военных правителей, таких как генерал Зия-уль-Хак и генерал Первез Мушарраф, Айюб Хан не стал совмещать должности президента и главы вооружённых сил одновременно. Он назначил генерала Мухаммада Мусу новым главнокомандующим армией.

## Реакция
Переворот был положительно оценен населением Пакистана, как освобождение от нестабильности правительства и слабого политического руководства. У народа была надежда, что сильное центральное руководство сможет стабилизировать экономику и способствовать восстановлению устойчивой формы демократии. Режим Айюб Хана также поддерживался правительствами иностранных государств, особенно Соединёнными Штатами.